# نظریه‌های مربوط به ادیان

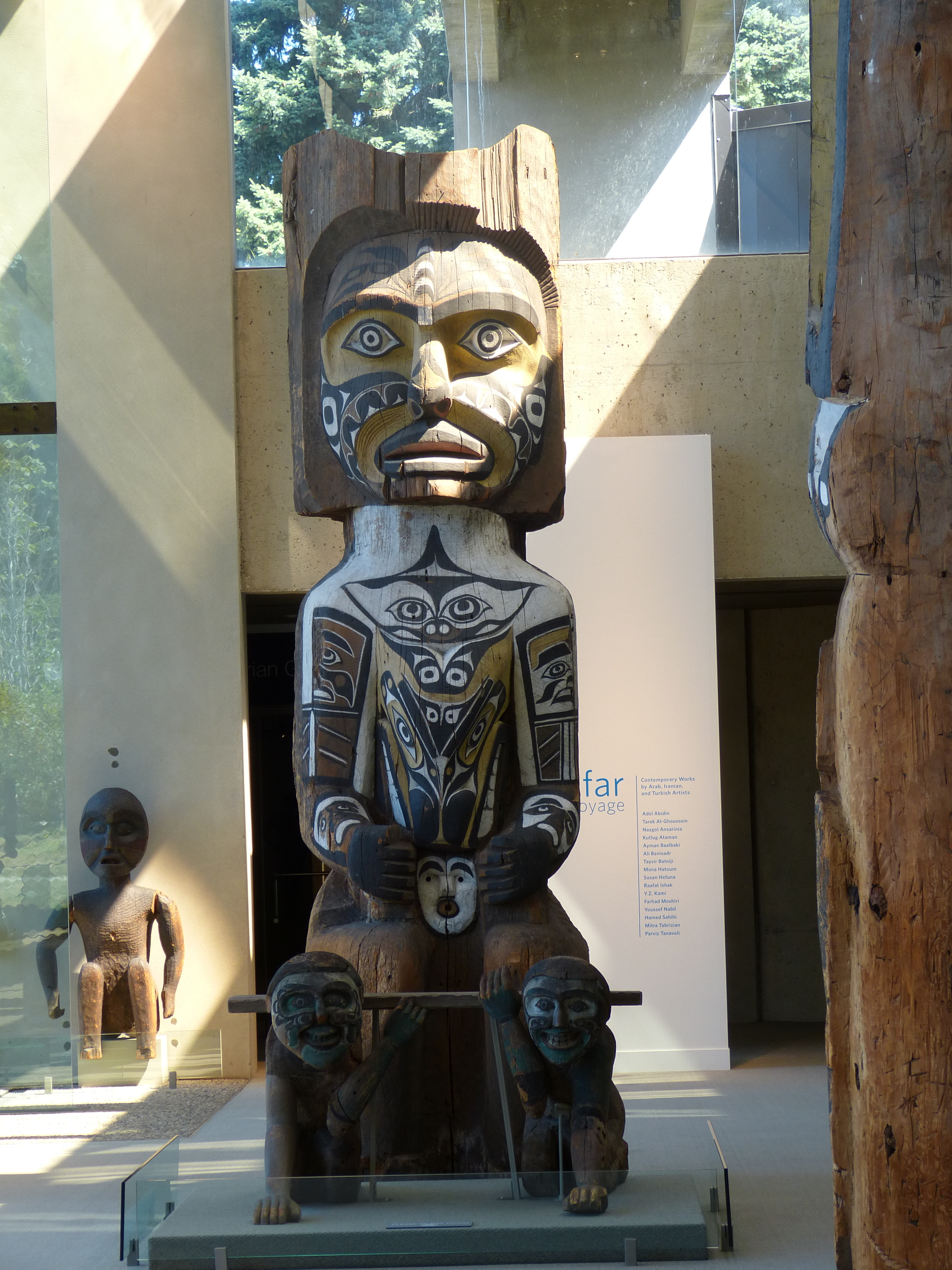
نظریه‌های مربوط به ادیان

نظریه‌های مربوط به ادیان (انگلیسی: Theories about religions) به طور کلی سعی دارد منشأ فرگشتی ادیان و کارکردگرایی ساختاری دین را توضیح دهد. این نظریه‌ها آنچه را به عنوان ویژگیهای کلی ایمان و عمل ارائه می‌دهند، را تعریف می‌کنند.